# جدجد بنسلفاني
جدجد بنسلفاني (الاسم العلمي: Gryllus pennsylvanicus) هو نوع من الحشرات يتبع جنس الجدجد من فصيلة الجداجد الحقيقية.